# Ebony (album)
Pour les articles homonymes, voir Ebony.
Albums de Yo-Yo
Total Control
(1996)
Ebony est le cinquième album studio de Yo-Yo, sorti le 12 janvier 1998.
Pour des raisons inconnues, le label de la rappeuse, East West Records, n'a pas commercialisé cet album. C'est Elektra Records qui l'a publié, de manière assez confidentielle, sous la forme d'un album promotionnel.

## Liste des titres
| No  | Titre                                          | Contient un (des) sample(s) de                                                                 | Durée |
| --- | ---------------------------------------------- | ---------------------------------------------------------------------------------------------- | ----- |
| 1.  | Intro                                          |                                                                                                |       |
| 2.  | Countin' Money                                 |                                                                                                |       |
| 3.  | Do You Wanna Ride (featuring Kelly Price)      | Mercedes Boy de Pebbles Jump to It d'Aretha Franklin                                           |       |
| 4.  | Iz It Still All Good (featuring Gerald Levert) | Juicy de The Notorious B.I.G. Something's on Your Mind de D. Train One Time 4 Your Mind de Nas |       |
| 5.  | (Get Up) And Do Your Thang                     |                                                                                                |       |
| 6.  | Never Gonna Fall Again                         |                                                                                                |       |
| 7.  | Fantasy                                        | Cold Blooded de Rick James                                                                     |       |
| 8.  | Let Me Be the One                              |                                                                                                |       |
| 9.  | Good Girl                                      |                                                                                                |       |
| 10. | I Would If I Could                             |                                                                                                |       |
| 11. | Pass It On                                     |                                                                                                |       |